# 소의신
소의신(所依身)은 줄여서 의신(依身)이라고도 하는데, 각 사람의 육체(肉體) 즉 육신(肉身) 즉 신체(身體)를 가리킨다. 육체 즉 육신 즉 신체는 마음과 마음작용이 의지처가 되기 때문에 '의지하는 바의 육신'이라는 뜻에서 소의신 또는 의신이라고 한다.
또한, '소의(所依)' 또는 '의(依)'에는 모여듬[集積] · 의지처[依止] · 근거[依止]의 뜻이 있는데, 이에 따라 소의신(所依身) 또는 의신(依身)은 육체(肉體)가 중생이 물질계(욕계)에서 삶을 살아감에 있어서 의지하는 곳 또는 근거가 되는 곳이라는 것을 뜻한다. 또한, 소의신(所依身) 또는 의신(依身)은 육체(肉體)가 안근 · 이근 · 비근 · 설근 · 신근 · 의근의 6근(특히, 승의근)이 모여서 의지하는 곳이라는 것도 뜻하며, 또한, 소의신(所依身) 또는 의신(依身)은 육체(肉體)가 지혜[智, 특히 무루혜]와 선정[定, 삼마지, 삼매] 등의 마음작용이 계발되고 일어남에 있어 의지하는 곳, 기본 근거가 되는 곳, 그리고 그렇게 계발된 지혜[智, 특히 무루혜]와 선정[定, 삼마지, 삼매]의 힘이 최종적으로 표현되는 곳이라는 것을 뜻한다.
달리 말하자면, 육체가 건강하지 않은 것 또는 번뇌로 오염되어 있는 것은 지혜[智, 특히 무루혜]와 선정[定, 삼마지, 삼매] 등의 마음작용이 계발되고 일어나는 것을 장애하는 요소가 된다. 그리고, 성도(聖道) 즉 도제(道諦)를 통해 계발된 지혜[智, 특히 무루혜]와 선정[定, 삼마지, 삼매]의 힘은 최종적으로 육체를 통해 물질계(욕계)의 삶에서 표현되어 나타난다.

## 같이 보기
- 신 (불교)
- 심 (불교)
- 명색
- 온 (불교)
- 5온

## 참고 문헌
- 곽철환 (2003). 《시공 불교사전》. 시공사 / 네이버 지식백과. |title=에 외부 링크가 있음 (도움말)
- 미륵 지음, 현장 한역, 강명희 번역 (K.614, T.1579). 《유가사지론》. 한글대장경 검색시스템 - 전자불전연구소 / 동국역경원. K.570(15-465), T.1579(30-279). |title=에 외부 링크가 있음 (도움말)
- 세친 지음, 현장 한역, 권오민 번역 (K.955, T.1558). 《아비달마구사론》. 한글대장경 검색시스템 - 전자불전연구소 / 동국역경원. K.955(27-453), T.1558(29-1). |title=에 외부 링크가 있음 (도움말)
- 운허.  동국역경원 편집, 편집. 《불교 사전》. |title=에 외부 링크가 있음 (도움말)
- (영어) DDB. 《Digital Dictionary of Buddhism (電子佛教辭典)》. Edited by A. Charles Muller. |title=에 외부 링크가 있음 (도움말)
- (중국어) 미륵 조, 현장 한역 (T.1579). 《유가사지론(瑜伽師地論)》. 대정신수대장경. T30, No. 1579. CBETA. |title=에 외부 링크가 있음 (도움말)
- (중국어) 佛門網. 《佛學辭典(불학사전)》. |title=에 외부 링크가 있음 (도움말)
- (중국어) 星雲. 《佛光大辭典(불광대사전)》 3판. |title=에 외부 링크가 있음 (도움말)
- (중국어) 세친 조, 현장 한역 (T.1558). 《아비달마구사론(阿毘達磨俱舍論)》. 대정신수대장경. T29, No. 1558, CBETA. |title=에 외부 링크가 있음 (도움말)